# لگیونووو
لگیونووو (به لاتین: Legionowo) یک منطقهٔ مسکونی در لهستان است که در شهرستان لگیونووو واقع شده‌است. لگیونووو ۵۴٬۱۰۹ نفر جمعیت دارد و ۸۰ متر بالاتر از سطح دریا واقع شده‌است.